# (38726) 2000 QQ131
2000 QQ131 (asteroide 38726) é um asteroide da cintura principal. Possui uma excentricidade de 0.09131450 e uma inclinação de 6.57156º.
Este asteroide foi descoberto no dia 24 de agosto de 2000 por LINEAR em Socorro.